# José Antonio Reyes
José Antonio Reyes Calderón (Utrera, 1 de setembro de 1983 – Alcalá de Guadaíra, 1 de junho de 2019) foi um futebolista espanhol que atuou como ponta ou meio-campista.
Considerado um jogador rápido e de bom drible, é conhecido por ser o maior campeão da Liga Europa da UEFA, com cinco títulos da competição.

## Carreira
Formado nas categorias de base do Sevilla, Reyes foi promovido aos profissionais no ano de 2000, tendo permanecido até 2004. Jogador bastante veloz e driblador, realizou 96 partidas em sua primeira passagem pelo Rojiblancos, marcando 24 gols.
Em 2004 foi vendido ao Arsenal, onde viveu seu auge e conquistou a Premier League na temporada 2003–04. No total pelos Gunners, o espanhol marcou 23 gols em 110 partidas. Ainda com seus direitos federativos pertencentes ao clube inglês, foi emprestado ao Real Madrid numa troca de empréstimos, com os Blancos cedendo Júlio Baptista aos Gunners. Foi parceiro de ataque de Ruud van Nistelrooy, jogando tanto pela esquerda como pela direita. O jogador foi o herói do título dos merengues na última partida da temporada 2006–07, marcando dois gols no jogo e garantindo a vitória da equipe comandada por Fabio Capello, que viria a conquistar a La Liga.
Após o retorno do empréstimo ao Real Madrid, o Arsenal optou por negociá-lo com o Atlético de Madrid. Depois de uma temporada sem muito brilho pelos Colchoneros, por onde realizou 37 partidas e não marcou gols, o Atlético decidiu emprestá-lo. Assim, o jogador assinou com o Benfica no dia 7 de agosto de 2008, chegando com opção de compra por parte do clube português. Como a cláusula não foi acionada, Reyes retornou ao Atlético de Madrid na temporada seguinte, onde ficou até ser vendido ao Sevilla no dia 5 de janeiro de 2012. No Sevilla, conquistou três títulos seguidos da Liga Europa: 2013–14, 2014–15 e 2015–16.
Em junho de 2016, foi anunciado como novo reforço do Espanyol.

## Seleção Espanhola
Pela Seleção Espanhola, foi reserva de David Villa e Fernando Torres na maior parte do tempo em que foi chamado. Presente na lista dos convocados para a Copa do Mundo de 2006, realizada na Alemanha, Reyes foi titular na vitória por 1 a 0 contra a Arábia Saudita, tendo dado a assistência para o gol de Juanito. No total pela Fúria, o jogador marcou quatro gols em 21 partidas.

## Morte
No dia 1 de junho de 2019, Reyes envolveu-se em um acidente de automóvel em sua província natal que culminou com a sua morte e do seu primo.

## Títulos
Sevilla
- Segunda Divisão Espanhola: 2000–01
- Liga Europa da UEFA: 2013–14, 2014–15 e 2015–16

Arsenal
- Premier League: 2003–04
- Supercopa da Inglaterra: 2004
- Copa da Inglaterra: 2004–05

Real Madrid
- La Liga: 2006–07

Atlético de Madrid
- Liga Europa da UEFA: 2009–10 e 2011–12
- Supercopa da UEFA: 2010

Benfica
- Taça da Liga: 2008–09